# Отрованец
Отрованец је насељено место у саставу општине Питомача у Вировитичко-подравској жупанији, Република Хрватска.

## Историја
До територијалне реорганизације у Хрватској налазио се у саставу старе општине Ђурђевац.

## Становништво
На попису становништва 2011. године, Отрованец је имао 624 становника.

## Попис1991.
На попису становништва 1991. године, насељено место Отрованец је имало 654 становника, следећег националног састава:
| Попис 1991.‍  | Попис 1991.‍  | Попис 1991.‍ | Попис 1991.‍ | Попис 1991.‍ |
| ------------ | ------------ | ----------- | ----------- | ----------- |
|              |              |             |             |             |
| Хрвати       | Хрвати       |             | 653         | 99,84%      |
| регион. опр. | регион. опр. |             | 1           | 0,15%       |
| укупно: 654  |              |             |             |             |